# كينت كرامر
كينت كرامر (بالإنجليزية: Kent Kramer)‏ هو لاعب كرة قدم أمريكية أمريكي، ولد في 21 يوليو 1944 في لوس أنجلوس في الولايات المتحدة.

## وصلات خارجية
- كينت كرامر على موقع مرجع كرة القدم المحترفة.كوم (الإنجليزية)